# Erfolg (1991)
Erfolg ist ein auch in einer gut zweistündigen Kinofassung existierender, dreiteiliger deutscher Fernsehfilm von Franz Seitz mit Peter Simonischek, Franziska Walser, Bruno Ganz, Martin Benrath und Bernhard Wicki in den zentralen Rollen. Das umfangreiche Zeitbild basiert auf dem Roman „Erfolg – Drei Jahre Geschichte einer Provinz“ (1930) von Lion Feuchtwanger und formulierte anhand der Geschehnisse kurz vor dem Putschversuch Adolf Hitlers im November 1923 die Gefahren durch den aufkommenden Faschismus im Deutschland der Weimarer Republik.

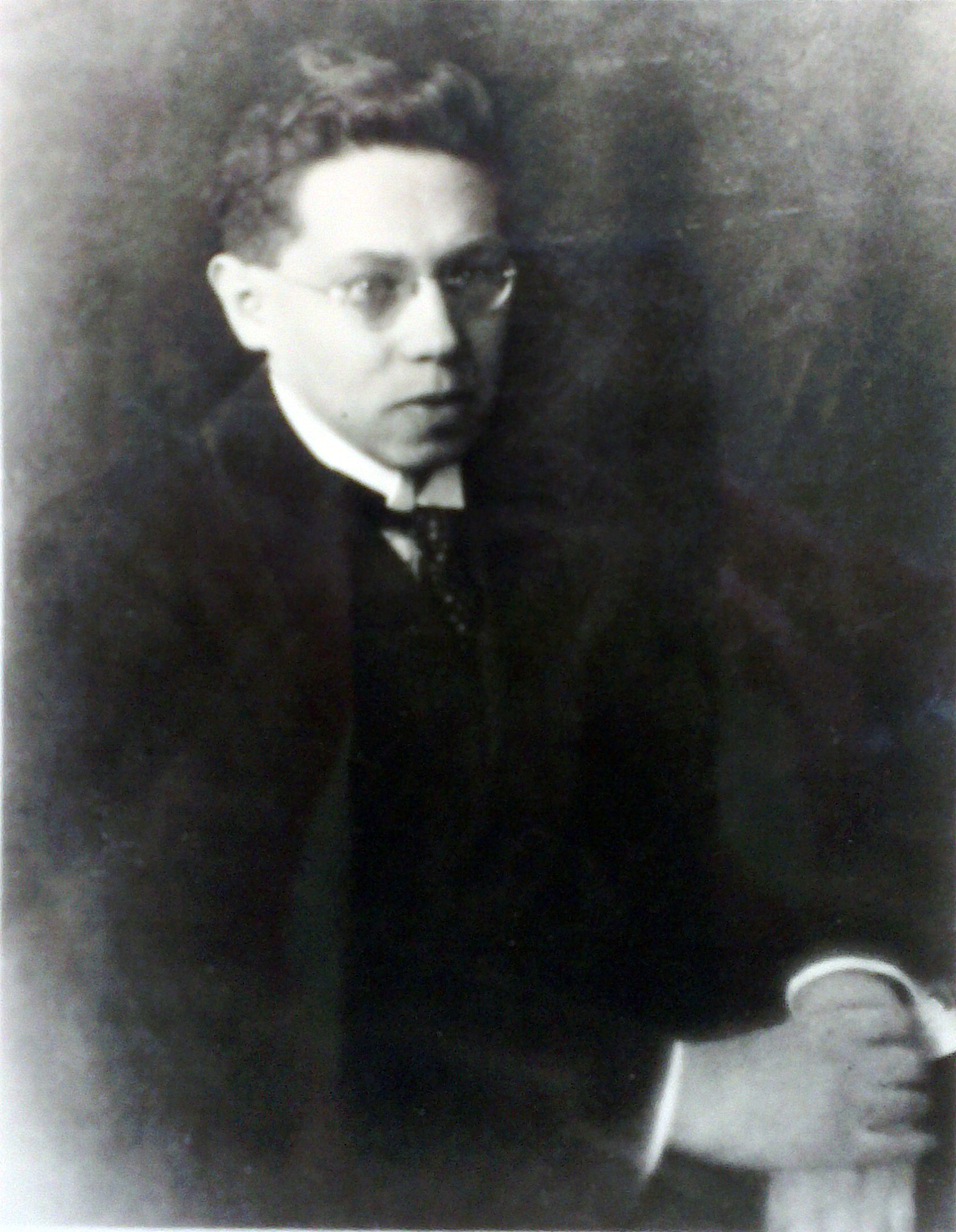
Autor der Romanvorlage: Lion Feuchtwanger (Foto von 1909)

## Handlung
München zu Beginn der 1920er Jahre. Dr. Martin Krüger, Kunsthistoriker und Direktor der Münchener Neuen Staatsgalerie, hat sich einen guten Namen erarbeitet und ist in seinem Beruf sehr erfolgreich. Mit der Grafologin Johanna Krain hat er eine Beziehung. Auch die Malerin und Zeichenlehrerin Anna Haider ist sehr verliebt in Krüger, doch beißt sie mit ihrer Zuneigung bei ihm auf Granit. Krügers Erfolg, wie der Titel verrät, hat seine Schattenseiten und bringt Neider und Kontrahenten auf den Plan. Der erzkonservativen  Medizinalratswitwe Mathilde Beradt missfällt das angeblich ungezügelte Privatleben Martins, den sie für einen Bohemien hält und geringschätzt. Da die unverheiratete Anna Haider ihre Untermieterin ist und Frau Beradt aus diesem Grunde Annas Bemühen um Krüger zutiefst missbilligt, versucht sie ein Verfahren wegen Unzucht gegen Anna in Gang zu setzen. Vor dem Amtsrichter wird Dr. Krüger dazu genötigt, einen Eid zu leisten, demzufolge er in keinem „unsittlichen“ Verhältnis mit Frl. Haider stehe. Längst sind die Mächtigen im Freistaat Bayern alarmiert und versuchen im Sinne der Witwe Beradt den angesehenen aber in ihren Augen suspekten Krüger zu Fall zu bringen. Trotz seines Schwurs wird Anna vom Schuldienst ausgeschlossen und darf nun nicht mehr Jugendliche unterrichten. Um ihr ein wenig unter die Arme zu greifen und dem reaktionären Kurs der bayerischen Landespolitik etwas entgegenzuhalten, lässt Krüger in seiner Funktion als Museumsdirektor Annas Selbstporträt „Die nackte Lehrerin“ für einen beträchtlichen Betrag erwerben, finanziert durch den Etat des Kultusministeriums.
Kurz darauf verreisen Martin Krüger und Johanna Krain nach Spanien, um dort einen gemeinsamen Urlaub zu verbringen. Sie ahnen nicht, dass daheim in München die verzweifelte Anna keinen anderen Ausweg aus ihrer gesellschaftlichen und finanziellen Misere mehr sieht, als sich das Leben zu nehmen. Zutiefst erschüttert über ihren Freitod, entschließt sich Krüger nach seiner Rückkehr, nun erst recht Haiders angeblich unzüchtiges Selbstporträt öffentlich auszustellen und provoziert damit ganz bewusst einen öffentlichen Skandal. Nun hat er die Mächtigen aus Kultur und Staat endgültig gegen sich aufgebracht. Krüger lässt sich jedoch nicht einschüchtern und pocht auf die Erfüllung seines Vertrags, der einseitig nicht gekündigt werden kann und ihm weit reichende Vollmachten gewährt. Auch würde die angestrebte Entlassung des unangepassten und weithin anerkannten Kunsthistorikers aus seiner Funktion als Direktor der Staatsgalerie den Ruf Münchens als Kunstmetropole nachhaltig schädigen.
Dennoch plant Krügers direkter Vorgesetzter, der bayerische Kultusminister Dr. Flaucher, den sperrigen Freigeist zu feuern. Unterstützung dafür erhält er von seinem ähnlich reaktionären Amtskollegen Dr. Klenk, der als bayerischer Justizminister über weitreichende Macht verfügt. Man verschwört sich gegen Krüger und benutzt sogar kriminelle Mittel, um ihn loszuwerden. Der Taxifahrer Xaver Ratzenberger wird dazu verleitet, in dieser Causa einen Krüger massiv in Misskredit bringenden Meineid zu leisten. Das Gericht verurteilt daraufhin den Museumsmann zu drei Jahren Zuchthaus. Johanna, seit Krügers Haftantritt dessen Ehefrau, organisiert sofort ein Revisionsverfahren. Sie lernt den Schweizer Schriftsteller Jacques Tüverlin kennen, der, ganz wie einst Emile Zola, der um die Wiederherstellung der Ehre von Alfred Dreyfus kämpfte, sich des Falles Krüger annimmt und sich mit seinen Mitteln um dessen Rehabilitierung bemüht. In dieser Zeit beginnt Johanna eine Affäre mit Tüverlin, bleibt aber in ihrem Kampfeswillen um die Freiheit ihres Mannes ungebrochen. Die Dinge ändern sich erst zum besseren, als Bauernführer Dr. Bichler, eine allmächtige Figur im Freistaat Bayern, sich für Martin Krüger einsetzt. Der einstige Staatsgaleriedirektor wird schließlich begnadigt, doch er stirbt am Vorabend seiner Entlassung. Es ist der 8. November 1923, und ein gewisser Adolf Hitler und seine Mannen marschieren gerade auf den Münchner Bürgerbräukeller zu, um die Regierung in Berlin zu stürzen …

## Produktionsnotizen
Erfolg entstand als Film-Fernseh-Coproduktion des Bayerischen Rundfunks und der Franz-Seitz Filmproduktion zwischen März und Juni 1990 in München (Studio) sowie in Paris und Sevilla und wurde in seiner Kinofassung am 16. Februar 1991 auf der Berlinale vorgestellt. Massenstart in den deutschen Kinos war am 28. Februar 1991. Die Fernsehausstrahlung in drei Teilen erfolgte zwei Jahre darauf.
Ferdinand Althoff jr. übernahm die Produktionsleitung. Die Filmbauten entwarf Rolf Zehetbauer, die optischen Spezialeffekte gestaltete Theo Nischwitz. Monika Ludwig zeichnete für die Kostüme verantwortlich.

## Wissenswertes
Mit Erfolg setzte Regisseur und Produzent Seitz seine bereits Jahrzehnte zuvor begonnene filmische Umsetzung von ambitionierter deutscher Literatur fort. Zu seinen wichtigsten Produktionen zählten diesbezüglich die Thomas-Mann-Verfilmungen Tonio Kröger, Wälsungenblut, Unordnung und frühes Leid, Der Zauberberg und Doktor Faustus, aber auch die Volker-Schlöndorff-Inszenierungen Der junge Törless (nach Robert Musil) und Die Blechtrommel (nach Günter Grass).

## Auszeichnungen
- Prädikat: Besonders wertvoll
- Franziska Walser erhielt für ihre Leistung den Bayerischen Filmpreis
- Erfolg war 1991 auf der Berlinale für den Goldenen Bären nominiert

## Kritiken
Seitzens Opus Magnum fand kaum freundliche Aufnahme. Nachfolgend mehrere Kritiken:
Im Lexikon des Internationalen Films heißt es: „Eindimensionale Verfilmung von Lion Feuchtwangers Roman, die die Verzahnung von privatem Schicksal und politischer Entwicklung nur bruchstückhaft leistet und deren politischen Handlungsfaden kaum Eigenständigkeit erhält. (Das Fernsehen strahlte eine viereinhalbstündige Fassung aus.)“
Die Fachzeitschrift Cinema befand: „Leider nimmt Regisseur Franz Seitz den Roman weder als historisches Dokument noch als Liebes- oder Justizgeschichte ernst. Er verliert sich in den Details plüschiger Nachtcafés oder der urigen Atmosphäre bayerischer Bierkeller. Gegen soviel Ambiente kann selbst der ausgezeichnete Bruno Ganz nicht anspielen.“
Andreas Kilb von der Zeit meinte: „Wenn Erfolg etwas über die Handschrift von Franz Seitz verrät, dann hat dieser Regisseur das schöpferische Potential einer Registrierkasse. Ordentlich, sauber und zimmerwarm verbucht Seitz' Film den Kolportageroman Lion Feuchtwangers über den Kampf des bayerischen Faschismus gegen die die moderne Kunst, als wollte er beweisen, daß auch die aufmüpfigste Gesinnung in deutsche Karteikästen paßt. In Erfolg … erfährt man gerade so viel über das München der Inflationsjahre wie in einem fünfminütigen Dokumentarfilm; der Rest ist gestreckte Zeit. (…) Erfolg ist nicht typisch für das deutsche Kino, aber symptomatisch für eine deutsche Krankheit: die Pedanterie.“
Zur zweistündigen Kinofassung befand mediabiz.de: „Ambitionierte und aufwendige, nicht aber überzeugende Verfilmung des hellsichtigen und gewaltigen politischen Romans von Lion Feuchtwanger. Die vorliegende Kinofassung, ein Destillat einer noch nicht ausgestrahlten TV-Miniserie, gibt dem unkundigen Betrachter einige Rätsel über den Verlauf der hochspannenden Geschichte auf. Der renommierte Regisseur und Produzent Franz Seitz, konnte bei seinem Film, trotz mancher Schwächen, auf die große Besetzung vertrauen, allen voran Bruno Ganz und die für ihre Rolle mit dem Bayerischen Filmpreis ausgezeichnete Franziska Walser.“